# Croton priscus
Croton priscus är en törelväxtart som beskrevs av Léon Camille Marius Croizat. Croton priscus ingår i släktet Croton och familjen törelväxter. Inga underarter finns listade i Catalogue of Life.